# 이매고등학교
이매고등학교(二梅高等學校)는 대한민국 경기도 성남시 분당구 이매동에 있는 공립 고등학교이다.

## 학교 연혁
- 1992년 10월 8일 : 24학급 설립인가 (경기도조례 제2217호)
- 1993년 3월 1일 : 이매고등학교 개교
- 1993년 3월 1일 : 초대 조영욱 교장 취임
- 1993년 3월 3일 : 93학년도 입학식 <233>명 남 130명, 여 103명
- 1993년 10월 2일 : 개교기념행사 (이매제)
- 1995년 2월 14일 : 제1회 졸업식 <183명> 남 88명, 여 95명 누계 183명
- 1996년 3월 29일 : 하키부 창단
- 1997년 3월 24일 : 골프부 창단
- 1999년 10월 20일 : 특별교실 증축(청운관) 교육청 시행
- 1999년 11월 24일 : 체육관 증축(청운관) 교육청 시행
- 2002년 1월 23일 : 교실 증축(동편 7차 교육과정) 교육청 시행
- 2002년 4월 12일 : 교실 증축(서편) 교육청 시행
- 2005년 11월 3일 : 38학급 학칙 변경 인가
- 2021년 9월 1일 : 전현옥 공모교장 취임
- 2023년 1월 5일 : 제29회 졸업식(263명 졸업) 누계 11,967명 졸업
- 2023년 12월 29일 : 제30회 졸업식(241명 졸업)
- 2024년 3월 4일 : 2024학년도 입학식(275명 입학)

## 참고 자료
- 이매고등학교 - 한국교육학술정보원 학교알리미